# Сесано дел Молизе
Сесано дел Молизе (итал. Sessano del Molise) је насеље у Италији у округу Изернија, региону Молизе.
Према процени из 2011. у насељу је живело 711 становника. Насеље се налази на надморској висини од 740 м.

## Становништво
| 1931. | 1936. | 1951. | 1961. | 1971. | 1981. | 1991. | 2001. | 2011. |
| ----- | ----- | ----- | ----- | ----- | ----- | ----- | ----- | ----- |
| 1.949 | 1.893 | 1.765 | 1.498 | 1.166 | 1.159 | 1.029 | 927   | 744   |